# Cenchrus longispinus
Cenchrus longispinus là một loài thực vật có hoa trong họ Hòa thảo. Loài này được (Hack.) Fernald mô tả khoa học đầu tiên năm 1943.